# Pöggstall (zámek)
Zámek Pöggstall (také nazýván jako Zámek Rogendorf nebo Zámek Roggendorf) je bývalý vodní hrad v městysu Pöggstall v okrese Melk v rakouské spolkové zemi Dolní Rakousy ve Waldviertelu (Lesní čtvrti).

## Historie
Jádro mohutné budovy v centru města Pöggstall pochází ze 13. století. Větší přestavba pak proběhla za Kaspara z Roggendorfu na konci 15. století.
Zámek patřil po dlouhou dobu mocnému rodu Maissauerů. Od roku 1795 až do roku 1919 byl ve vlastnictví Habsburků, poté až do roku 1986 byl ve vlastnictví rakouského státu.

## Současnost
V roce 1986 zámek koupila obec Pöggstall a nyní slouží jako muzeum.
Od roku 1988 zde sídlí Muzeum dějin práva (založené v roce 1967 na zámku Greillenstein). Mimo jiné se zde nachází zachovalá mučírna, jediná v Dolních Rakousích, pocházející z roku 1593. Na zámku je také  muzeum včelařství a též muzeum hraček.